# Pachliopta hector
Espèce
Pachliopta hector ou Rosier cramoisi est une espèce de lépidoptères (papillons) appartenant à la famille des Papilionidae.

## Répartition
Pachliopta hector est présente en Inde et au Sri Lanka.

## Taxonomie
Cette espèce a été décrite par le naturaliste suédois Carl von Linné en 1758.

### Synonymie
- Papilio hector Linnaeus, 1758 — protonyme
- Tros hector (Linnaeus, 1758)
- Atrophaneura hector (Linnaeus, 1758)